# Bee Friendly
Bee Friendly est une association créée par des syndicats d'apiculteurs européens. En 2014 elle lance le label Bee Friendly, comportant 27 critères sur la biodiversité, les pesticides et le lien avec le monde apicole, il récompense des produits agricoles participant à la protection des pollinisateurs.

## Historique
L'association Bee Friendly est créée en 2011, réunissant 3 syndicats d'apiculteurs : un syndicat français (UNAF), allemand (DBIB) et italien (Unaapi). C'est l'association qui crée le label Bee Friendly. Il est lancé lors du salon de l'agriculture à Paris en 2014.
La première structure agricole labellisée est la coopérative Les Vignerons de Buzet en 2016,, puis la coopérative Limdor pour les pommes. Le distributeur Monoprix s'est engagé dans la démarche en 2017 pour labelliser sa gamme de fruits et légumes Monoprix tous cultiv’acteurs,.
10 440 hectares sont labellisés en 2021. 30% de cette surface labellisée est de la vigne.
En 2023, Bee Friendly, avec l'aide de chercheurs du CNRS, de l'INRAE et de l'ITSAP lance la plateforme en ligne Toxibees. Cette plateforme, accessible gratuitement permet de donner de l'information aux agriculteurs sur la toxicité des pesticides utilisés sur les abeilles.

## Cahier des charges
Le cahier des charges est composé de 3 grandes thématiques, réparties en 27 critères : Pesticides (une liste d'une vingtaine de substances actives est interdite pour obtenir le label dont les néonicotinoides) ; Biodiversité et Partenariats entre agriculteurs et apiculteurs.

## Reconnaissance du label
Les bonnes pratiques du label Bee Friendly sont intégrées au plan pollinisateurs 2021-2026, piloté par les ministères de l'agriculture et de l'écologie.
Les référentiels Bee Friendly bénéficient d'une reconnaissance au niveau 2 de la certification environnementale,.